# Abhay Singh
Abhay Singh (Hindi अभय सिंह; * 3. September 1998 in Chennai) ist ein indischer Squashspieler.

## Karriere
Abhay Singh spielte 2015 erstmals auf der PSA World Tour und gewann auf dieser bislang elf Turniere. Seine höchste Platzierung in der Weltrangliste erreichte er mit Rang 38 am 5. Mai 2025. Mit der indischen Nationalmannschaft nahm er an den Südasienspielen 2019 teil und sicherte sich mit ihr die Silbermedaille. In der Einzelkonkurrenz gewann er Bronze. Singh vertrat Indien außerdem bei den Commonwealth Games 2022. Im Einzel schied er dabei in der zweiten Runde aus. Im selben Jahr wurde Singh mit der indischen Mannschaft Asienmeister und im Einzel indischer Landesmeister. Bei den 2023 ausgetragenen Asienspielen 2022 in Hangzhou gewann er im Mixed die Bronze- und mit der Mannschaft die Goldmedaille. Im Finale gegen Pakistan bestritt er beim Gesamtstand von 1:1 die entscheidende dritte Partie, die er gegen Noor Zaman knapp im fünften Satz mit 12:10 gewann. 2024 gehörte er zum indischen Aufgebot bei den Weltmeisterschaften. Er wurde 2024 und 2025 mit Velavan Senthilkumar im Doppel sowie 2024 mit Joshna Chinappa und 2025 mit Anahat Singh im Mixed jeweils Asienmeister.
2025 wurde Singh mit dem Arjuna Award ausgezeichnet.

## Erfolge
- Asienmeister mit der Mannschaft: 2022
- Asienmeister im Doppel: 2024, 2025
- Asienmeister im Mixed: 2024, 2025
- Gewonnene PSA-Titel: 11
- Asienspiele: 1 × Gold (Mannschaft 2022), 1 × Bronze (Mixed 2022)
- Indischer Meister: 2022, 2024